# Данверс (Массачусетс)
Данверс (англ. Danvers) — місто (англ. town) в США, в окрузі Ессекс штату Массачусетс. Населення — 28 087 осіб (2020).

## Демографія
Згідно з переписом 2010 року, у місті мешкали 26 493 особи в 10 615 домогосподарствах у складі 6860 родин. Було 11135 помешкань
Расовий склад населення:
| - 95,2 % — білих - 1,9 % — азіатів - 1,1 % — чорних або афроамериканців - 0,1 % — корінних американців |

До двох чи більше рас належало 1,0 %. Частка іспаномовних становила 2,3 % від усіх жителів.
За віковим діапазоном населення розподілялося таким чином: 21,0 % — особи молодші 18 років, 60,9 % — особи у віці 18—64 років, 18,1 % — особи у віці 65 років та старші. Медіана віку мешканця становила 44,4 року. На 100 осіб жіночої статі у місті припадало 88,1 чоловіків;  на 100 жінок у віці від 18 років та старших — 84,5 чоловіків також старших 18 років.
Середній дохід на одне домашнє господарство  становив 99 109 доларів США (медіана — 79 795), а середній дохід на одну сім'ю — 121 420 доларів (медіана — 104 293). Медіана доходів становила 65 504 долари для чоловіків та 54 141 долар для жінок. За межею бідності перебувало 6,3 % осіб, у тому числі 4,8 % дітей у віці до 18 років та 7,8 % осіб у віці 65 років та старших.
Цивільне працевлаштоване населення становило 14 318 осіб. Основні галузі зайнятості: освіта, охорона здоров'я та соціальна допомога — 26,2 %, роздрібна торгівля — 13,0 %, науковці, спеціалісти, менеджери — 12,4 %.